# Valeriano López
Valeriano López (Casma, 4 mei 1926 - Callao, 7 mei 1993) was een Peruaans voetballer. Samen met Bernabé Ferreyra en Arthur Friedenreich is hij de enige Amerikaanse proftvoetballer die een gemiddelde heeft van meer dan 1 goal per wedstrijd. 